# Orgelbüchlein
Het Orgelbüchlein (BWV 599-644) is een verzameling van wat in totaal 164 korte bewerkingen van Luthers-protestantse kerkliederen of koralen had moeten worden - in principe, één koraalbewerking per bladzijde - maar waarvan er slechts 45 voltooid werden (plus een reeds in het begin afgebroken bewerking van O Traurigkeit, O Herzeleid [BWV 753]).
De muziekstukken werden door Johann Sebastian Bach gecomponeerd in de periode 1713-1716 in Weimar en pas in 1722, in Köthen, van een titel en titelbeschrijving voorzien. De meeste bladzijden van de autograaf zijn blanco.
Bach is in zijn Weimarer ambtstijd, als hoforganist en hofmusicus, duidelijk van plan geweest om een speelboek van eigen orgelstukken te maken bestemd voor en om uitgevoerd te worden op alle zon- en feestdagen van het kerkelijke jaar.
Het oorspronkelijke handschrift van het Orgelbüchlein - dat metterdaad het formaat van een boekje heeft - bevindt zich Staatsbibliothek te Berlijn.

## Titel

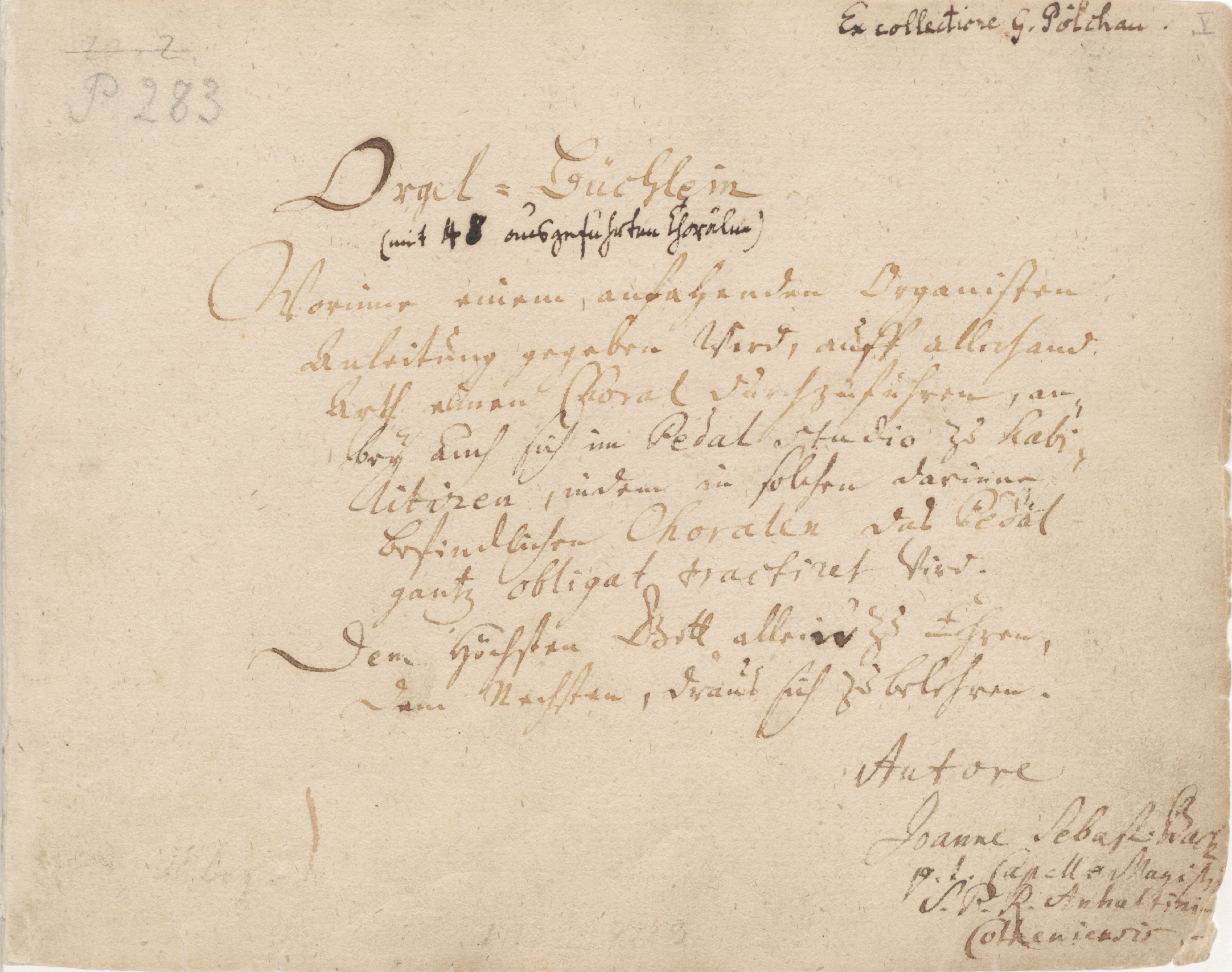
titelblad autograaf Orgelbüchlein

De titelpagina van het Orgelbüchlein vermeldt:
Orgel-Büchlein Worinne einem anfahenden Organisten Anleitung gegeben wird, auff allerhand Arth einen Choral durchzuführen, anbey auch sich im Pedal studio zu habilitiren, indem in solchen darinne befindlichen Choralen das Pedal gantz obligat tractiret vird. Dem Höchsten Gott allein' zu Ehren, Dem Nechsten, draus sich zu belehren. Autore Joanne Sebast: Bach p.t. [pro tempore? = op dit moment; pleno titulo? = met volledige titel] Capellae Magistri S.P.R. Anhaltini-Cotheniensis.

## Bestemming
Het Orgelbüchlein werd pas in de nadagen van Bachs ambtsuitoefening als hofkapelmeester in Köthen nadrukkelijk voor didactische doeleinden bestemd. Het verkeert in de omgeving van soortgelijke handgeschreven compositieverzamelingen: het eerste deel van Das wohltemperirte Clavier en een bundel met 15 tweestemmige Inventionen en driestemmige Symphonias, beide voor klavecimbel. Dit hangt nauw samen met Bachs sollicitatie van de in 1722 vacant gewoorden functie van cantor (lees: muziekleraar) van het prestigieuze Thomasschule-internaat in Leipzig. Aan deze functie waren tevens het voorbereiden en leiden van meerstemmige muziekuitvoeringen tijdens kerkdiensten in de nabijgelegen Thomaskirche verbonden, het doen verzorgen van kerkmuziekuitvoeringen in de overige stadskerken van Leipzig en het voeren van het bewind van 'stadsmuziekdirecteur' aldaar.
Aangezien Bach in tegenstelling tot zijn voorganger, de in 1722 gestorven Thomascantor Johann Kuhnau, en tot zijn latere opvolger Gottlob Harrer niet kon bogen op een universitaire achtergrond, wilde hij zijn solliciteren onderbouwen met bewijzen van eigen pedagogisch-didactische vaardigheden: het Orgelbüchlein (orgel), het Wohltemperirte Clavier en de verzameling van twee- en driestemmige korte stukken (beide voor klavecimbel).
Voor het Wohltemperirte Clavier putte hij uit ouder materiaal, dat hij verbeterde of naar een andere toonsoort overzette, waaraan hij nieuwe preludia en fugae toevoegde. Voor de Inventionen en Symphonias putte hij vrijwel geheel uit het Clavier-Büchlein für Wilhelm Friedemann Bach, zijn hoogbegaafde oudste zoon die in 1722 twaalf jaar werd.
Het jaar waarin Bach met zijn verzameling van korte orgelstukken begon doet vermoeden dat hij de reconstructie van 'zijn' orgel in Weimar en wellicht ook dat van de Liebfrauenkirche in Halle in gedachte had bij het componeren.
In Weimar had hoforganist Bach te maken met een sterk gecultiveerd 'kerkpubliek' dat vrijwel dagelijks de plaatselijke hofkapel, de Himmelsburg, voor kerkdiensten bezocht. Het waren leden van de regerende vorstelijke familie Von Sachsen-Weymar en hun hofhouding voor wie kunstzinnige uitingen van zeer hoog artistiek niveau, ook tijdens kerkdiensten, normaliteit was. Dit laat zich aflezen aan zowel de koraalbewerkingen uit het Orgelbüchlein, die door hun doorgaans beknopte vorm de functie van voorspelen voorafgaande aan de samenzang gehad moeten hebben, als ook aan de cantates die Bach pas in later instantie voor de Weimarer hofkapel als hofconcertmeester schreef.
Niet valt uit te sluiten dat koraalbewerkingen uit het Orgelbüchlein ook de functie gehad kunnen hebben van intonatiestukken, die dan voorafgaande aan cantate-uitvoeringen weerklonken. Om hierdoor de hofmusici (koor, solisten en orkest) zowel naar de juiste toonsoort van het cantatebegin te leiden als ook om de theologische aard van het centrale kerklied van de betreffende kerkdienst voor iedereen 'duidelijk' te maken.
In Halle was Bach uitgenodigd om Händels voormalige leraar Friedrich Wilhelm Zachau op te volgen. De koralen uit het Orgelbüchlein sluiten aan bij het piëtisme dat met Halle is verbonden: een stroming in het Lutherse protestantisme dat eenvoud hoog in het vaandel voerde en voert.

## Bron
Alle kerkliederen die Bach heeft getoonzet, of van plan was te toonzetten, zijn terug te vinden in het Geistreiches Gesangbuch van Weimar uit 1713. Bach gebruikte gezangen daaruit die in Weimar in gebruik waren, maar paste wel de rangschikking uit de verzameling aan. Ook de Jubilirende Liderfreunde, darinn die allersten drey lutherische Gesangbücher enthalten van Johann Christoph Olearius (Arnstadt, 1717) is mogelijk een bron geweest voor Bach. Alle pogingen echter om Bachs Orgelbüchlein te verbinden aan een specifiek gezangenboek hebben tot nog toe gefaald.

## Overzicht van de werken in het Orgelbüchlein
Van de 164 vermelde koralen in de autograaf zijn er 45 uitgewerkt in een compositie. Voor de reden dat Bach de andere nooit heeft geschreven is wel als verklaring gegeven dat de andere koralen zich niet zouden lenen voor een dergelijke toonzetting, dat Bach al de mogelijkheden al had benut of dat Bach de man niet was om al dit soort koraalzettingen te maken. Een meer aardse voor de hand liggende reden is dat Bach er geen tijd voor had, omdat hij in maart 1714 was benoemd als hofconcertmeester om o.a. cantates in de hertogelijke hofkapel te leiden.

De koralen zijn, hypothetisch, als volgt te dateren:
- Advent 1713 tot Pinksteren 1714: BWV 601, 603-606, 608-610, 614, 621, 622, 625-627, 630, 631a
- Advent 1714 tot Pasen 1715: BWV 599,600, 602, 612, 616-619, 620a, 628, 629
- Kerst 1715 tot Lijdenstijd 1716: BWV 611, 615, 623, 624
- 1714-1715: BWV 632-644
- rond 1740: BWV 613, 620, 631 en het fragment O Traurigkeit, o Herzeleid

| autograafnummer | BWV     | titel van het koraal                  | maatsoort | toonsoort | bestemming in het kerkelijk jaar  |
| --------------- | ------- | ------------------------------------- | --------- | --------- | --------------------------------- |
| I               | BWV 599 | Nun komm der Heiden Heiland           | c         | a         | Advent                            |
| II              | BWV 600 | Gott durch deine Güte                 | 3/2       | F         | Advent                            |
| III             | BWV 601 | Herr Christ, der ein'ge Gottes Sohn   | c         | A         | Advent                            |
| IV              | BWV 602 | Lob sei dem allmächtigen Gott         | c         | F         | Advent                            |
| V               | BWV 603 | Puer natus in Bethlehem               | 3/2       | g         | Kerstmis                          |
| VI              | BWV 604 | Gelobet seist du, Jesu Christ         | c         | C         | Kerstmis                          |
| VII             | BWV 605 | Der Tag, der ist so freudenreich      | c         | G         | Kerstmis                          |
| VIII            | BWV 606 | Vom Himmel hoch, da komm ich her      | c         | D         | Kerstmis                          |
| IX              | BWV 607 | Vom Himmel kam der Engel Schar        | 3/2       | g         | Kerstmis                          |
| X               | BWV 608 | In dulci jubilo                       | 3/2       | A         | Kerstmis                          |
| XI              | BWV 609 | Lobt Gott, ihr Christen, allzugleich  | c         | G         | Kerstmis                          |
| XII             | BWV 610 | Jesu, meine Freude                    | c         | c         | Kerstmis                          |
| XIII            | BWV 611 | Christum wir sollen loben schon       | c         | d         | Kerstmis                          |
| XIV             | BWV 612 | Wir Christenleut'                     | c         | g         | Kerstmis                          |
| XV              | BWV 613 | Helft mir, Gottes Güte preisen        | c         | b         | Nieuwjaar                         |
| XVI             | BWV 614 | Das alte Jahr vergangen ist           | c         | a         | Nieuwjaar                         |
| XVII            | BWV 615 | In dir ist Freude                     | 3/2       | G         | Nieuwjaar                         |
| XVIII           | BWV 616 | Mit Fried' und Freud' fahr' ich dahin | c         | d         | Maria Lichtmis                    |
| XIX             | BWV 617 | Herr Gott, nun schleuß den Himmel auf | c 24/16   | a         | Maria Lichtmis                    |
| XX              | BWV 618 | O Lamm Gottes, unschuldig             | c         | F         | Vasten                            |
| XXI             | BWV 619 | Christe, du Lamm Gottes               | 3/2       | F         | Vasten                            |
| XXII            | BWV 620 | Christus, der uns selig macht         | c         | a         | Vasten                            |
| XXIII           | BWV 621 | Da Jesus an dem Kreuze stund          | c         | e         | Vasten                            |
| XXIV            | BWV 622 | O Mensch, bewein dein Sünde groß      | c         | Es        | Vasten                            |
| XXV             | BWV 623 | Wir danken dir, Herr Jesu Christ      | 3/4       | G         | Vasten                            |
| XXVI            | BWV 624 | Hilf Gott, daß mir's gelinge          | c         | g         | Vasten                            |
| XXVII           | BWV 625 | Christ lag in Todesbanden             | c         | d-Dorisch | Pasen                             |
| XXVIII          | BWV 626 | Jesus Christus unser Heiland          | 12/8      | d-Dorisch | Pasen                             |
| XXIX            | BWV 627 | Christ ist erstanden                  | c – c – c | d-Dorisch | 3 versen; Pasen                   |
| XXX             | BWV 628 | Erstanden ist der heil'ge Christ      | 3/2       | D         | Pasen                             |
| XXXI            | BWV 629 | Erschienen ist der herrlich Tag       | 3/2       | d-Dorisch | Pasen                             |
| XXXII           | BWV 630 | Heut triumphieret Gottes Sohn         | 3/2       | d         | Pasen                             |
| XXXIII          | BWV 631 | Komm, Gott Schöpfer, heiliger Geist   | c 12/8    | G-Lydisch | latere versie BWV 667; Pinksteren |
| XXXIV           | BWV 632 | Herr Jesu Christ, dich zu uns wend!   | c         | F         | Pinksteren                        |
| XXXV            | BWV 633 | Liebster Jesu, wir sind hier          | c         | A         | Pinksteren                        |
|                 | BWV 634 | Liebster Jesu, wir sind hier          | c         | A         | variant van BWV 633; Pinksteren   |
| XXXVI           | BWV 635 | Dies sind die heil'gen zehn Gebot'    | ¢         | g         |                                   |
| XXXVII          | BWV 636 | Vater unser im Himmelreich            | c         | a         |                                   |
| XXXVIII         | BWV 637 | Durch Adams Fall ist ganz verderbt    | c         | d         |                                   |
| XXXIX           | BWV 638 | Es ist das Heil uns kommen her        | c         | D         |                                   |
| XL              | BWV 639 | Ich ruf' zu dir, Herr Jesu Christ     | c         | f         |                                   |
| XLI             | BWV 640 | In dich hab' ich gehoffet, Herr       | c         | e         |                                   |
| XLII            | BWV 641 | Wenn wir in höchsten Nöten sein       | c         | G         | latere versie BWV 668             |
| XLIII           | BWV 642 | Wer nur den lieben Gott läßt walten   | c         | a         |                                   |
| XLIV            | BWV 643 | Alle Menschen müssen sterben          | c         | G         |                                   |
| XLV             | BWV 644 | Ach wie nichtig, ach wie flüchtig     | c         | g         |                                   |

## Geselecteerde discografie
- Ton Koopman, Riepp-orgel in Ottobeuren (D) (Teldec 214662)
- Olivier Vernet, Jürgen Ahrend-orgel in Milaan, Christoph Treutmann-orgel in Goslar (D) en Bernard Aubertin-orgel in Saessolsheim (F) (Ligia, Lidi 0104086-00)
- Marie-Claire Alain, Silbermann-orgel van Freiberg (Erato 4509-96759-2)
- René Saorgin, Orgel van Luxeuil (Harmonia Mundi France HM 1215/16 (LP); Harmonia Mundi France HMA 1951215 (CD))